# (3634) Iwan
(3634) Iwan es un asteroide perteneciente al cinturón de asteroides, descubierto el 16 de marzo de 1980 por Claes-Ingvar Lagerkvist desde el Observatorio de La Silla, Chile.

## Designación y nombre
Designado provisionalmente como 1980 FV. Fue nombrado Iwan en honor al astrónomo británico Iwan P. Williams.